# Sical daurat
El sical daurat o sit groc (Sicalis flaveola) és una espècie d'ocell de la família Thraupidae, comuna tant en àrees obertes o de sotabosc a les terres baixes de l'Amazones. Es distribueixen àmpliament a l'Uruguai, Colòmbia, Veneçuela, l'Equador, el Perú, Bolívia, el Brasil, el Paraguai i a l'Argentina.